# 李直 (1910年)
李直（1910年—1972年），原名李成之，四川自贡人。中华人民共和国政治人物。作家李锐之父。

## 生平
一九三五年初到重庆川东师范就学（此前因在成都参加中共的活动被学校开除），与李新和王方名等人一起组织学生运动，进行抗日救国的宣传活动。1936年时曾发展李新和胡其谦（“文革”前任重庆钢铁公司党委书记）入党。1938年与陈寄宇、周极明、李新、王方名、罗义淮、胡其谦一起从四川万县步行赴延安参加抗日。后因其在四川的中共组织关系没有转来，又从延安经西安辗转回到四川，从事地下工作，担任过汉源中心县委书记、自贡市中心市委书记和川康联委书记等重要职务。
由于在“延安整风”中中共川东地下党被诬为“红旗党”，又因其时胡某被整得乱咬别人，竟“坦白”说李介绍他们加入的不是共产党而是复兴社，终使李成之于1946年被调回延安审查，并停止了党籍。在被审查期间坚持实事求是，不乱说，且更鄙视审干中经不起考验、乱咬别人以求过关者。因战争时期无法调查，使其问题直至1949年初仍未获解决，只在中组部机关当文化教员。后径自到华北人民政府拖拉机训练班应考并得录取，中组部遂派他去任华北人民政府农业部机垦科科长。
1949年后，历任中央农业部机务处处长、干校校长、国营芦台农场场长、双桥农场场长等职务。至1953年以后（此时已更名李直），虽身患疾病，仍一秉实干精神，格外努力工作。1954年，不顾东北严寒，申请去黑龙江中苏友谊农场，在那里担任训练班主任、五分场场长，后因领导见他身体实难支持，才调回农业部任农场场长训练班主任。至农垦部成立后，又在农垦部干校任副校长、机耕总队任总队长。1960年代初开始任农垦部机械物资局副局长。
“文革”开始后，与农垦部部长王震一起被当作“走资派”打倒，因始终坚持对一切问题都要问个是非曲直而遭受残酷折磨，终于在1972年 含冤死于江西干校。“文革”后，1980年，在王震过问干预下才隆重召开了李直追悼会，宣读了党组织通过的悼词，肯定其一生功绩。
除了见于“文革”初起时农垦部造反派到处张贴“打倒王震、李直”的大标语以外，李直（李成之）之名始终不彰，有关其生平经历、为人及功业的记述迄今亦惟见于李新回忆录《流逝的岁月》中若干片段。